# باري إيفانز (لاعب كرة قاعدة)
باري إيفانز (بالإنجليزية: Barry Evans)‏ هو لاعب كرة قاعدة أمريكي، ولد في 30 نوفمبر 1956 في أتلانتا في الولايات المتحدة.

## وصلات خارجية
- باري إيفانز على موقعبيزبول رفرنس.كوم (الدوري الرئيسي) (الإنجليزية)
- باري إيفانز على موقعبيزبول رفرنس.كوم (الدوري الثانوي) (الإنجليزية)